# Venus Origins Explorer
Venus Origins Explorer è una missione spaziale della NASA proposta nel 2017 nell'ambito del programma New Frontiers per essere lanciata nel 2024  verso Venere.
La missione prevede l'invio di un orbiter per lo studio della superficie di Venere, della sua emissione termale, attività vulcanica e composizione interna. Venne proposta l'ultima volta nel 2017 per ottenere finanziamenti nell'ambito del Programma New Frontiers della NASA, tuttavia non fu selezionata tra le missioni candidate.